# Bohemund I. z Warnesberku
Bohemund I. z Warnesberku (německy Boemund I. von Warsberg či Bohemond I. von Warnesberg, † 9. prosince 1299, Trevír) byl od roku 1286 až do své smrti trevírský arcibiskup a jeden z duchovních kurfiřtů Svaté říše římské. Podílel se na volbě římského krále Adolfa Nasavského.

## Život
Před svým zvolením dosáhl několika významných pozic jak v trevírské tak metské diecézi. Poté byl vybrán jako nástupce trevírského arcibiskupa Jindřicha z Finstingenu. K tomu došlo již roku 1286, nicméně on sám byl uznán papežem až o tři roky později po smrti dvou svých konkurentů a poté, co se jeho třetí soupeř Gerhard III. z Eppsteinu stal arcibiskupem mohučským. Přes respekt svých vazalů si nedokázal udržet vliv ve vlastní kapitule, kde mu oponovali zejména Petr z Aspeltu a Jan Gylet, dosazení sem papežem.
Byl nápomocen Rudolfovi II. při korunovaci jeho syna Albrechta, jež proběhla ještě za Rudolfova života. Římský král se tímto způsobem snažil zaručit nástupnictví pro habsburský rod. Právě z Bohemundových rukou tak přijal Albrecht říšskou korunu. Přesto však po Rudolfově smrti roku 1291 zvolil Bohemund spolu s dalšími kurfiřty novým králem Adolfa Nasavského. Tomu zůstal věrný i během střetnutí o moc v zemi s Albrechtem o sedm let později. Až po Adolfově smrti v bitvě u Göllheimu roku 1298 uznal Albrechta jako nového krále. Za svůj život získal pozemkového vlastnictví nejen od Albrechta, který mu odevzdal hrad Kochem, ale i formou daru i od francouzského krále Filipa IV. Sličného a anglického panovníka Eduarda I. Bohemund zemřel 9. prosince 1299 v Trevíru a byl pohřben ve svém oblíbeném klášteře Himmerode.